# Coigüe
Coigüe is een houtsoort, afkomstig van Nothofagus dombeyi; deze boom komt voor op Vuurland. De boom wordt tussen de 20 en de 40 meter hoog. De stam is takvrij en heeft een gemiddelde diameter van 60 tot 90 cm en uitzonderlijk tot 240 cm.
Het kernhout heeft een egaal bruinroze kleur; het doet wel wat aan kersen denken. Als men op kwartier zaagt vormen de groeiringen bruine strepen. Het spinthout is wit. Het hout is goed bewerkbaar en wordt gebruikt voor meubels, planken en parket. 